# Moravská Třebová
Moravská Třebová ([ˈmorafskaː ˈtr̝̊ɛbovaː] ; en allemand : Mährisch Trübau) est une ville du district de Svitavy, dans la région de Pardubice, en Tchéquie. Sa population s'élevait à 9 715 habitants en 2024.

## Géographie
Moravská Třebová est arrosée par la rivière Třebůvka, un affluent de la Morava, dans le bassin du Danube. Elle se trouve à 14 km à l'est de Svitavy, à 71 km au sud-est de Pardubice et à 164 km à l'est-sud-est de Prague.
La commune est limitée par Kunčina au nord, par Staré Město, Linhartice et Rozstání à l'est, par Malíkov, Útěchov et Dlouhá Loučka au sud, et par Pohledy, Sklené, Kamenná Horka et Koclířov à l'ouest.

## Histoire
La première mention écrite de la localité date de 1270, date de sa fondation par Boreš de Rýzmburk (Riesenburg, Žernov u České Skalice).
- 1270–1325: Boreš z Rýzmburka, ou Boresch II de Riesenburg, fondateur
- 1325–1365: Páni z Lípé, seigneurs de Leipa
- 1365–1398: Maison de Luxembourg, Lucemburkové
- 1386–1464: Páni z Kunštátu, Seigneurs de Kunstadt
- 1464–1490: seigneurs Kostka von Postupitz, Kostové z Postupic
- 1490–1589: seigneurs de Boskowitz, Páni z Boskovic
- 1589–1622: comtes de Zierotin, Páni ze Žerotína
- 1623–1945: princes de Liechtenstein, Páni z Lichtenštejna

L'époque la plus faste de la seconde Athènes morave, derrière Kroměříž, va de 1500 à 1600, sous la direction des Boskowitz (de) et des Zierotin (de).

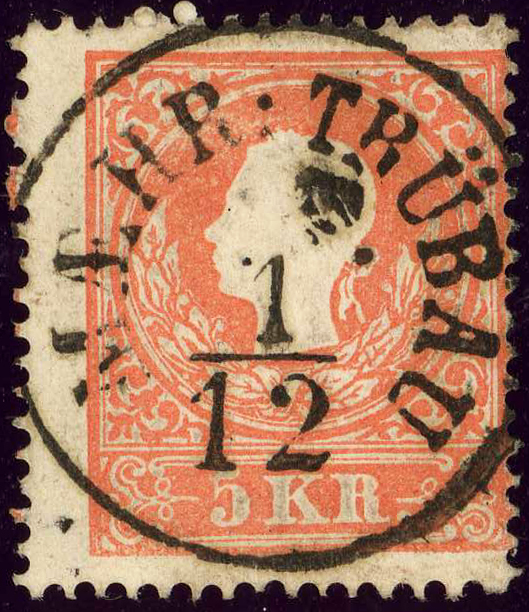
Le nom de MÄHRISCH TRÜBAU était utilisé dans la province de Moravie, ici sur un timbre de l'empire de 1858.

De 1850 à 1960, la ville dirige son propre district. En 1960, les districts de Litomyšl, Moravská Třebová, Polička et Svitavy fusionnent.
Jusqu'en 1945-1946, des décrets Beneš à l'expulsion des Allemands d'Europe de l'Est et particulièrement des Allemands des Sudètes, la population est principalement germanophone.

## Population
Recensements (*) ou estimations de la population :
| 1869* | 1880* | 1890*  | 1900*  | 1910*  | 1921* |
| ----- | ----- | ------ | ------ | ------ | ----- |
| 7 660 | 8 731 | 10 321 | 10 654 | 10 308 | 9 149 |

| 1930*  | 1950* | 1961* | 1970* | 1980*  | 1991*  |
| ------ | ----- | ----- | ----- | ------ | ------ |
| 10 732 | 7 956 | 9 199 | 9 892 | 10 966 | 11 668 |

| 2001*  | 2011*  | 2015   | 2016   | 2017   | 2018   |
| ------ | ------ | ------ | ------ | ------ | ------ |
| 11 586 | 10 542 | 10 351 | 10 267 | 10 224 | 10 111 |

| 2019   | 2020  | 2021* | 2022  | 2023  | 2024  |
| ------ | ----- | ----- | ----- | ----- | ----- |
| 10 070 | 9 948 | 9 627 | 9 656 | 9 685 | 9 715 |

## Patrimoine
|  |

- Château de Moravská Třebová (de)[8]
- Colonne Sainte-Marie (de)
- École latine de Moravská Třebová
- École des Légionnaires, importante et ancienne académie militaire, avec son propre musée (depuis Jan Žižka), unique lycée militaire du pays
- Observatoire astronomique de Moravská Třebová (Hvězdárna Boleslava Tecla při DDM Moravská Třebová (cs))[9], associé à Rudolf Zukal (1935-2010)
- Sélection de patrimoine architectural (cs)

## Cimetière
Le cimetière de Moravská Třebová comporte une plaque commémorative, en tchèque et en allemand (Allemands des Sudètes), avec deux inscriptions :
- « Heimat ist das Land der Kindheit, das Land der ersten und deshalb stärksten Eindrücke, Entdeckungen und Erkenntnisse. Des Mench muss dorthin nicht zurückkehren, denn er hat nie aufgehört dort zu leben wo immer er sein mag. » (Karel Capek, 1938) : La patrie est la terre de l'enfance, la terre des premières impressions, des découvertes et des idées les plus fortes. L'être humain n'a pas besoin d'y retourner, car il n'a jamais cessé de vivre là où il se trouve.
- « Zum Gedenken an die Menschen deutscher Sprache, denen diese Stadt 700 Jahre Heimat war, und die ihre Toten auf diesem Gottesacker statteten, und zur Erinnerung an jene die ihre letzte Ruhe fern der Heimat fanden. Gott gebe unseren Völkern Versöhnung und Freiden. » (Gretl Ling et Werner Strick, 1998) : Comme pensée aux germanophones, à qui cette ville fut la petite patrie pendant 700 ans, et à leurs morts en ce cimetière, et en mémoire de ceux qui ont trouvé leur dernier repos loin de chez eux. Dieu donne à nos peuples la réconciliation et la paix.

## Économie
Deux supermarchés (Billa et Lidl) suggèrent un certain optimisme de développement et de consommation, mais contribuent à fragiliser le commerce traditionnel.

## Personnalités liées à la ville
- Magda B. Arnold (1903-2002), Professeur de psychologie nord-américaine.
- Taťána Malá (née en 1981), femme politique tchèque.